# Sân vận động Cardiff City
Sân vận động Cardiff City (tiếng Wales: Stadiwm Dinas Caerdydd; tiếng Anh: Cardiff City Stadium) là một sân vận động ở khu vực Leckwith của Cardiff, Wales. Đây là sân nhà của Cardiff City F.C. và đội tuyển bóng đá quốc gia Wales.
Sau khi mở rộng khán đài Ninian vào tháng 7 năm 2014, sân vận động có sức chứa chính thức là 33.280 chỗ ngồi. Sân vận động đã thay thế Ninian Park làm sân nhà của Cardiff City vào năm 2009, và được quản lý bởi Cardiff City Stadium Ltd., thuộc sở hữu của Cardiff City Football Club Holdings Ltd. Sân cũng tổ chức các trận đấu trên sân nhà của đội bóng bầu dục Cardiff Blues cho đến mùa giải 2011-12, mặc dù ban đầu The Blues có hợp đồng thuê đến năm 2029.
Đây là sân vận động lớn thứ hai ở Cardiff và Wales, sau Sân vận động Thiên niên kỷ. Sân vận động là một phần của dự án phát triển Leckwith, cũng bao gồm Sân vận động Thể thao Quốc tế Cardiff. Tên nhà tài trợ có thương hiệu sẽ được chỉ định khi quyền đặt tên được bán. Sân vận động chính thức được khánh thành vào ngày 22 tháng 7 năm 2009, khi Cardiff City tổ chức một trận đấu giao hữu với Celtic.

## Tổng quan
Sân vận động được xây dựng trên địa điểm của Sân vận động điền kinh Cardiff trước đây và nằm trong dự án phát triển Leckwith lớn hơn. Khu phát triển rộng 60 mẫu Anh 60 mẫu Anh (240.000 m2) ước tính trị giá 100 triệu bảng Anh và bao gồm xây dựng các công trình sau:
- Sân vận động 28.018[9] chỗ ngồi
- Kích thước sân: 100m x 68m
- Một sân vận động điền kinh mới (Sân vận động Thể thao Quốc tế Cardiff)
- Phát triển bán lẻ 470.000 foot vuông (44.000 m2) giữa 13 nhà bán lẻ lớn (Capital Retail Park)
- Một khu phát triển nhà ở trên Ninian Park
- Khách sạn 70 phòng hoàn toàn mới có quầy bar và nhà hàng
- Một hệ thống đường mới

## Lịch sử

### Bối cảnh xây dựng
Lần đầu tiên được chủ sở hữu cũ Sam Hammam đề cao là mục tiêu dài hạn, sân vận động mới lần đầu tiên được công chúng chấp thuận sau cuộc họp giữa Hammam và Thị trưởng Cardiff sau đó là Russell Goodway vào tháng 1 năm 2002, cho câu lạc bộ 12 tháng để thống nhất một kế hoạch và kế hoạch kinh doanh. Vào tháng 11 năm 2002, câu lạc bộ và Hội đồng Cardiff đã ký một thỏa thuận phác thảo cho sự phát triển, tùy thuộc vào thỏa thuận sau đó cho phép lập kế hoạch phác thảo.
Vào tháng 3 năm 2003, những câu chuyện bắt đầu nổi lên rằng Giám đốc điều hành của Sân vận động Thiên niên kỷ muốn Thành phố Cardiff sử dụng sân vận động của họ để thay thế và không có kế hoạch khả thi nào cho hai sân vận động có sức chứa hơn 50.000 chỗ ngồi ở thủ đô của Wales. Điều này đã được tăng lên do Cardiff City thăng hạng lên Championship vào tháng 5 năm 2003 với những lo ngại của người dân địa phương về các vấn đề giao thông và tiếp cận.
Tuy nhiên, vào ngày 20 tháng 8 năm 2003, các ủy viên Hội đồng Cardiff đã nhất trí thông qua kế hoạch sân vận động, mặc dù bày tỏ lo ngại về nhu cầu và quy mô của việc phát triển bán lẻ nhưng họ hiểu nhu cầu tài trợ cho sân vận động. Vào ngày 9 tháng 9 năm 2003, Hội đồng Wales đã phê duyệt kế hoạch.
Vào tháng 4 năm 2004, Hội đồng Cardiff đã cho giai đoạn đầu tiên bao gồm sân vận động với sức chứa 30.000 chỗ ngồi và phê duyệt đường chạy điền kinh mới. Giai đoạn tiếp theo bị kéo dài bởi nhiều sự chậm trễ về mặt pháp lý và kỹ thuật từ tháng 11 năm 2004 đến tháng 1 năm 2005, khi hội đồng phê duyệt ba kế hoạch chi tiết về phát triển bán lẻ, tùy thuộc vào thỏa thuận của các kế hoạch kinh doanh cơ bản phù hợp.
Mặc dù sự phát triển sau đó có thể bắt đầu vào tháng 5 năm 2005, nhu cầu cơ bản về nguồn tài chính cho thấy tình trạng tài chính của câu lạc bộ bóng đá Cardiff City là nghèo nàn, với khoản nợ hơn 30 triệu bảng và cần phải bán cầu thủ ngôi sao và đội trưởng câu lạc bộ Graham Kavanagh cho Wigan Athletic F.C. vào tháng 3 năm 2005. Người ta cũng tiết lộ rằng các cầu thủ và nhân viên đã không được trả lương trong một tháng khi câu lạc bộ đấu tranh để đáp ứng mức lương được cho là 750.000 bảng một tháng, trong khi các kiểm toán viên đang xem xét các khoản cắt giảm có thể xảy ra. Vào ngày 1 tháng 3 năm 2005, câu lạc bộ đã trì hoãn việc phát triển cho đến ít nhất là tháng 7 năm 2005.
Sau trận thua 0–0 trên sân nhà trước Sheffield United và sự náo động của người hâm mộ, vào ngày 6 tháng 3 năm 2005, Hammam đã xin lỗi người hâm mộ và công bố tài khoản câu lạc bộ cho thấy khoản nợ của câu lạc bộ vào tháng 3 năm 2004 là 29,6 triệu bảng.
Sau một đợt bán cầu thủ vào mùa hè, sự gia nhập của cựu chủ tịch Leeds United Peter Ridsdale và nhiều tin đồn, việc phát triển đã được Hội đồng Cardiff đưa ra khoảng thời gian 90 ngày kể từ ngày 31 tháng 12 năm 2005 để hoàn thiện kế hoạch kinh doanh cơ bản. Vào ngày 31 tháng 1 năm 2006, các nhà phát triển đã đảm bảo Asda là nhà bán lẻ hàng đầu của sự phát triển mới, điều này cho phép bắt đầu tài trợ cuối cùng cho sân vận động. Điều này cho phép thời gian biểu của hội đồng kéo dài thêm bốn tháng đến tháng 9 năm 2006.
Vào ngày 24 tháng 10 năm 2006, Laing O'Rouke đã giành được hợp đồng phát triển sân vận động 30.000 chỗ ngồi mà Ridsdale tuyên bố sẽ sẵn sàng vào tháng 12 năm 2008. Vào ngày 27 tháng 11 năm 2006, Hội đồng Cardiff đã phê duyệt kế hoạch kinh doanh cho sân vận động và cấp hợp đồng thuê 125 năm cho khu đất mà sân vận động tọa lạc, cho phép phê duyệt kế hoạch cuối cùng từ cơ quan hội đồng và văn phòng của Phó Thủ tướng.
Vào tháng 3 năm 2007, kế hoạch của sân vận động đã được thay đổi để cho phép bắt đầu xây dựng càng sớm càng tốt. Để giảm thiểu chi phí xây dựng, sức chứa 30.000 chỗ ngồi đã được giảm xuống 25.000 chỗ ngồi bằng cách loại bỏ 3/4 số chỗ ngồi của tầng thứ hai, tuy nhiên, kế hoạch cho phép tùy chọn hoàn thành tầng thứ hai để đạt được sức chứa 30.000 chỗ ngồi nếu được yêu cầu. Cựu chủ tịch của Cardiff City, Steve Borley, cho biết vào tháng 3 năm 2008 rằng "Chúng tôi đang làm việc để nâng sức chứa và hiện tại sân có sức chứa 26.830 chỗ ngồi. Nhiệm vụ là tăng lên hơn nữa, và chúng tôi tin rằng sân có thể là gần 28.000 chỗ ngồi khi sân vận động được khánh thành."
Khi công việc cuối cùng bắt đầu, Peter Ridsdale nói rằng ông dự kiến sân vận động sẽ sẵn sàng vào Giáng sinh năm 2008 nhưng cuối cùng sân đã được hoàn thành vào tháng 5 năm 2009. Mặc dù một số tin rằng sự chậm trễ nhỏ này là do hành động pháp lý liên tục của Cardiff City với Langston, nó thực sự là do thời tiết bất ngờ chuyển xấu trong mùa hè năm 2007.

### Xây dựng sân vận động
Việc giải phóng mặt bằng bắt đầu vào ngày 21 tháng 2 năm 2007, và vào ngày 9 tháng 5, nguồn tài chính cuối cùng đã được đưa ra để Laing O'Rourke đưa thiết bị vào mặt bằng và bắt đầu xây dựng.
Nhà phát triển và nhà thầu
Nhà phát triển chính là PMG Developments, một nhà phát triển bất động sản có trụ sở tại Cardiff do giám đốc Cardiff City, Paul Guy và cựu đội trưởng đội tuyển rugby union quốc gia Wales Mike Hall đứng đầu. Laing O'Rourke đã ký hợp đồng để cải tiến tất cả các đường cao tốc cần thiết để đối phó với việc sức chứa tăng lên, cũng như phá hủy Sân vận động điền kinh Cardiff và xây dựng công viên bán lẻ. Cowlin đã được chọn làm nhà thầu ưu tiên cho sân vận động thể thao mới. Phân tích yêu cầu về chất lượng đất và nước cho khu vực được thực hiện bởi TES Bretby, một phần của Environmental Services Group Ltd.
Lên lịch
Đường Leckwith được mở rộng thành đường hai chiều trong vòng 18 tháng, với kế hoạch cho phép thêm một làn đường vào vào các ngày thi đấu.
Kế hoạch yêu cầu phá dỡ Sân vận động điền kinh Cardiff trước đây, trong đó hội đồng khẳng định việc thay thế được xây dựng trước khi bắt đầu xây dựng sân vận động bóng đá mới. Điều này nhằm tránh việc thành phố không có cơ sở thể thao lớn trong bất kỳ khoảng thời gian nào.
Công việc đã được lên kế hoạch bắt đầu trên sân vận động điền kinh mới vào tháng 1 năm 2007 với các khu vực đường chạy và ném dự kiến sẽ được mở cửa để sử dụng lần cuối cùng vào cuối tháng 7 năm 2007. Sân vận động điền kinh mới dự kiến sẽ hoàn thành vào tháng 10 năm 2007 và người ta hy vọng rằng Sân vận động của Cardiff City F.C. có thể được khánh thành vào tháng 12 năm 2008, tuy nhiên sân vận động cuối cùng đã hoàn thành vào tháng 5 năm 2009.
Thời gian biểu chi tiết
- 27 tháng 11 năm 2006: Kế hoạch kinh doanh sân vận động được Hội đồng Cardiff phê duyệt[25]
- Tháng 11 năm 2006: Thời gian ba tháng bắt đầu để đối mặt với thách thức pháp lý. Hội đồng cũng phải nhận được sự chấp thuận của Quốc hội để xử lý khu đất Leckwith với giá thấp hơn giá trị thị trường
- Đầu năm 2007: Công việc bắt đầu
- Đầu mùa xuân năm 2007: Việc xây dựng công viên bán lẻ bắt đầu cùng với các công trình đường cao tốc chính xung quanh Đường Leckwith
- Mùa hè 2007: Đường chạy điền kinh mới hoàn thành vào khoảng giữa mùa hè
- Tháng 10 năm 2007: Bắt đầu thực hiện hợp đồng chính
- Giáng sinh năm 2007: Hoàn thành phá dỡ công trình
- Tháng 1 năm 2007: Bắt đầu đóng cọc
- Tháng 3 năm 2007: Bắt đầu công việc luyện thép
- Mùa hè năm 2008: Bắt đầu ốp gạch
- Mùa thu 2008: Hoàn thành cấu trúc
- Tháng 10 năm 2008: Xây dựng xong khán đài phía Tây kín gió
- Giáng sinh năm 2008: Quyền tiếp cận phù hợp
- Tháng 1 năm 2009: Đóng điện
- Tháng 5 năm 2009: Hoàn thành xây dựng sân vận động[31]

Vào tháng 8 năm 2007, chủ tịch Peter Ridsdale tiết lộ rằng câu lạc bộ dưới sự chủ trì của Sam Hammam đã đồng ý giảm nợ cho nhà tài chính Langston có trụ sở tại Thụy Sĩ từ khoản nợ 24 triệu bảng xuống còn 15 triệu bảng, bằng cách đồng ý bán quyền đặt tên sân vận động cho Langston với giá 9 triệu bảng. Tên gọi sân vận động được công bố vào tháng 3 năm 2009 là Sân vận động Cardiff City và vào ngày 1 tháng 5, biểu trưng chính thức của Sân vận động Cardiff City và công ty quản lý Cardiff City Stadium Ltd đã được công bố.

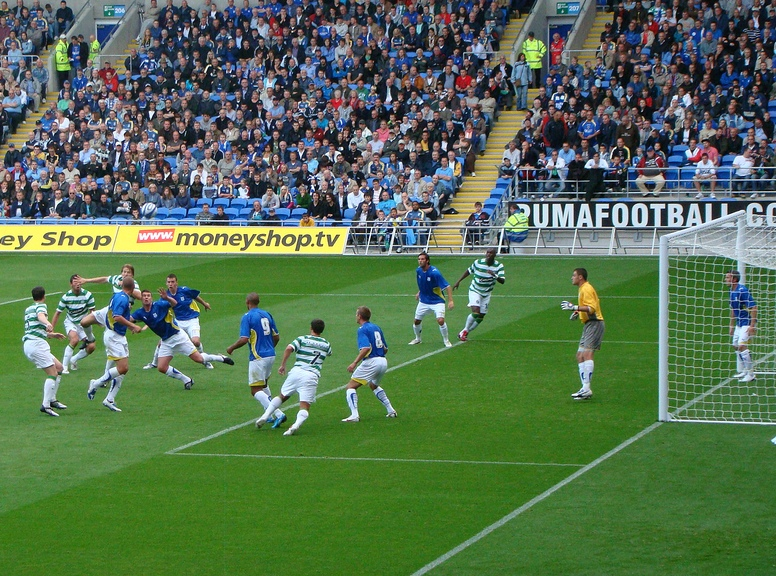
Trận đấu khai mạc chính thức giữa Cardiff City và Celtic vào ngày 22 tháng 7 năm 2009

Sân vận động được hoàn thành trước kế hoạch vài tuần và chính thức được khánh thành trong trận đấu giao hữu trước mùa giải với Celtic vào ngày 22 tháng 7 năm 2009, kết thúc với tỷ số hòa 0–0. Có hai trận đấu được tổ chức trên sân vận động trước đó: trận đấu với Cardiff City Legends vào ngày 4 tháng 7, và trận đấu giao hữu với Chasetown vào ngày 10 tháng 7. Trận đấu trong giải đấu đầu tiên diễn ra vào ngày 8 tháng 8 năm 2009, khi Cardiff giành chiến thắng 4–0 trước Scunthorpe United.
Wales chơi trận đấu đầu tiên tại Sân vận động Cardiff City vào ngày 14 tháng 11 năm 2009 trước Scotland. Đội tuyển Wales đã giành chiến thắng với tỷ số 3–0. Vào ngày 10 tháng 8 năm 2010, Hiệp hội bóng đá Wales thông báo rằng đội cũng sẽ thi đấu tại sân vận động trong trận mở màn của vòng loại Euro 2012 với Bulgaria vào ngày 8 tháng 10 năm 2010.
Vào ngày 8 tháng 5 năm 2012, Cardiff Blues xác nhận rằng họ sẽ rời sân vận động để trở lại Cardiff Arms Park từ mùa giải 2012-13 trở đi.

### Mở rộng sân vận động

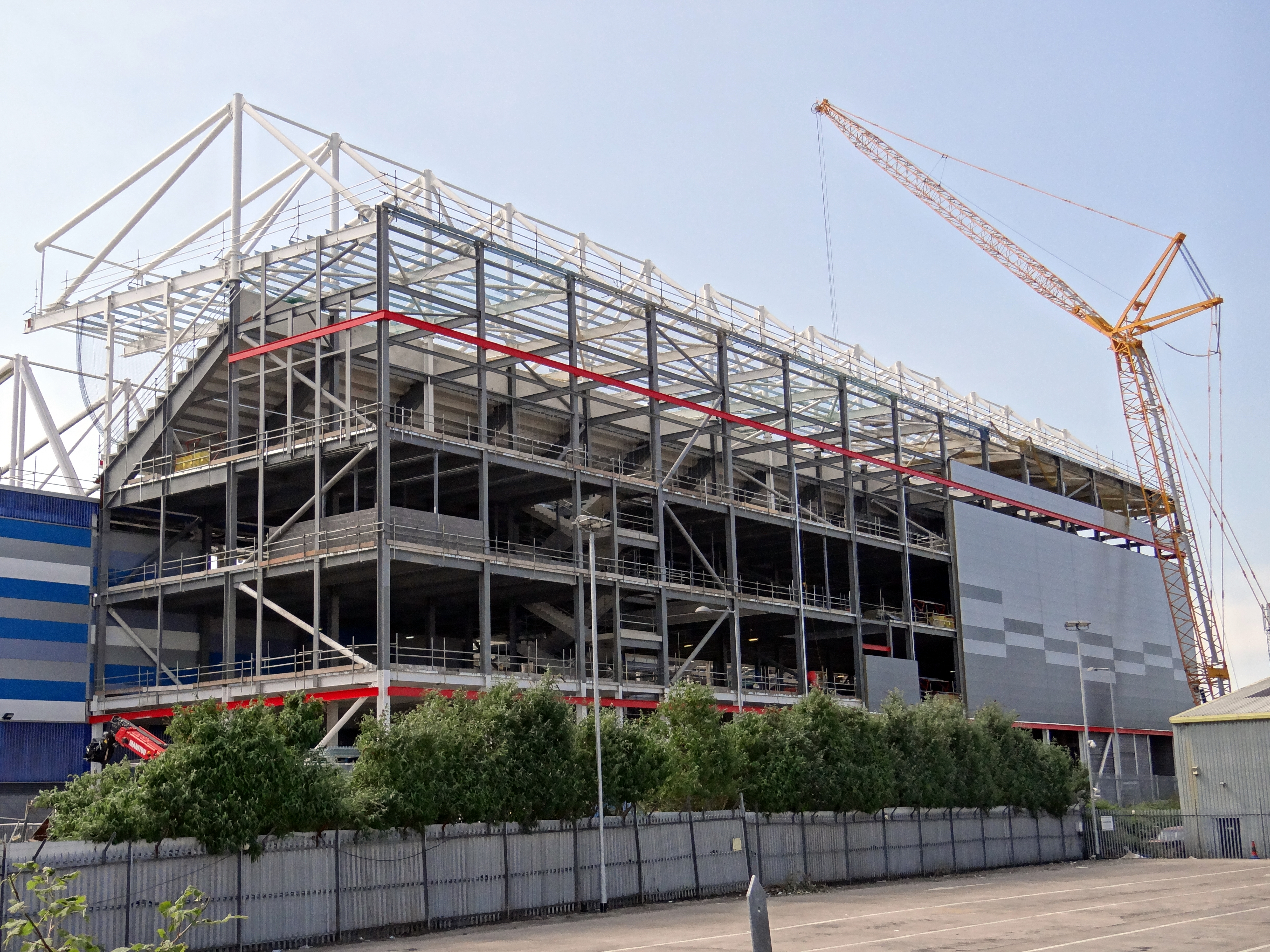
Khán đài Ninian mới đang được xây dựng vào ngày 17 tháng 5 năm 2014

Vào ngày 14 tháng 6 năm 2012, Vincent Tan, người Malaysia, đồng chủ sở hữu của Cardiff City FC, đã lập ra kế hoạch đầu tư thêm 35 triệu bảng vào câu lạc bộ bóng đá Championship. Khoản đầu tư này là để trả nợ, nâng cấp các cơ sở đào tạo theo tiêu chuẩn của Premier League và chi 12 triệu bảng để nâng cấp sức chứa của sân vận động thêm 8.000 chỗ ngồi từ 26.828 chỗ ngồi lên khoảng 35.000 chỗ ngồi. Vào ngày 1 tháng 8, Peter's Pie trở thành nhà tài trợ chính thức của Khán đài Family theo hợp đồng hai năm. Vào tháng 4 năm 2013, chủ tịch của Cardiff City đã thông báo rằng sức chứa của sân vận động này có thể được mở rộng lên 35.000 chỗ ngồi trước khi bắt đầu mùa giải 2014-15.
Các ghế phụ đã được bổ sung xung quanh sân vận động trong vài tháng đầu tiên của mùa giải 2013-14, nâng sức chứa lên khoảng 28.000 người.
Vào tháng 8 năm 2013, câu lạc bộ thông báo rằng họ đã nộp đơn xin quy hoạch lên chính quyền địa phương cho giai đoạn đầu tiên của việc mở rộng sân vận động. Giai đoạn 1 sẽ bao gồm việc bổ sung thêm tầng thứ hai vào Khán đài Ninian, nâng sức chứa lên khoảng 33.280 chỗ ngồi. 5.150 chỗ ngồi bổ sung sẽ được cung cấp, bao gồm cả các cơ sở thương mại và khách sạn bổ sung phục vụ cho khoảng 1.500 người.
Vào ngày 9 tháng 10 năm 2013, chính quyền địa phương đã cấp phép quy hoạch cho giai đoạn đầu tiên này. Việc mở rộng sân vận động đã được hoàn thành vào đầu tháng 8, vài tuần trước khi sân vận động dự kiến đăng cai Siêu cúp châu Âu. Ở giai đoạn sau, giai đoạn 2 và 3 của quá trình phát triển sẽ có tới 3.000 chỗ ngồi được thêm vào cả hai khu cuối Canton và Grange của sân, nâng sức chứa tổng thể của sân vận động lên khoảng 38.000 chỗ ngồi.
Tuy nhiên, vào tháng 3 năm 2015, có thông báo rằng phần mở rộng Khán đài Ninian sẽ bị đóng cửa vào mùa giải 2015-16 do lượng vé được bán ra thấp, giảm sức chứa xuống còn 27.978 chỗ ngồi.

## Địa điểm thể thao

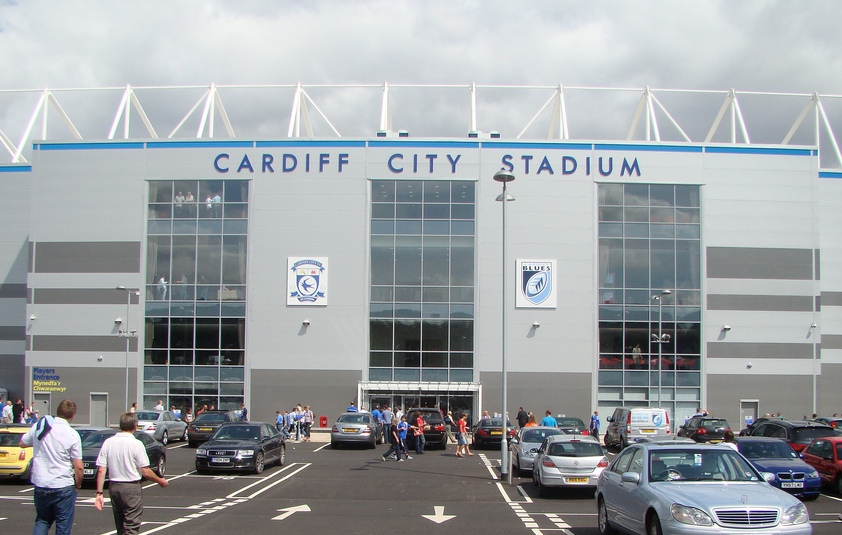
Hình ảnh được chụp vào tháng 4 năm 2011 khi sân vận động được chia sẻ giữa Cardiff City F.C. và Cardiff Blues

Vào ngày 19 tháng 9 năm 2007, có thông báo rằng Cardiff City F.C. và Cardiff Blues đã ký thỏa thuận Điều khoản đứng đầu để Cardiff Blues trở thành đội thuê của Sân vận động Cardiff City. Vào ngày 24 tháng 5 năm 2008, hai câu lạc bộ đã ký hợp đồng chính thức hoàn tất thương vụ. Thỏa thuận cấp phép có thời hạn 20 năm, nghĩa là Cardiff Blues sẽ rời Cardiff Arms Park và chơi các trận đấu trên sân nhà của họ tại sân vận động này cho đến năm 2029.

### Bóng đá
Cũng như là sân nhà mới của Cardiff City, sân vận động này đã trở thành sân nhà của đội tuyển bóng đá quốc gia Wales, ngoại trừ trận đấu giao hữu quốc tế với Luxembourg diễn ra tại Parc y Scarlets ở Llanelli, hai trận đấu trên sân nhà của vòng loại Euro 2012 với trận đấu đầu tiên gặp Anh tại Sân vận động Thiên niên kỷ ở Cardiff và trận đấu thứ hai gặp Thụy Sĩ tại Sân vận động Liberty ở Swansea, một trận đấu giao hữu quốc tế với Bosna và Hercegovina tại Parc y Scarlets ở Llanelli, một trận đấu giao hữu quốc tế khác gặp Áo và vòng loại World Cup 2014 khu vực châu Âu với Croatia, cả hai đều diễn ra tại Sân vận động Liberty ở Swansea.
Vào ngày 12 tháng 8 năm 2014, sân vận động đã tổ chức trận đấu Siêu cúp châu Âu 2014 giữa đội vô địch UEFA Champions League 2013-14 Real Madrid và đội vô địch UEFA Europa League 2013-14 Sevilla. Real Madrid thắng trận đấu với tỷ số 2–0.
Vào ngày 1 tháng 6 năm 2017, sân đã tổ chức trận chung kết UEFA Women's Champions League 2016-17.

### Rugby
Từ mùa giải 2009-10 đến mùa giải 2011-12, đây là sân nhà của Cardiff Blues. Blues rời đi sau mùa giải 2011-12, sau khi thỏa thuận chung để trở lại Arms Park đã được ký kết. Sân vận động Cardiff City cũng đã tổ chức trận chung kết Amlin Challenge Cup 2010-11 giữa câu lạc bộ Harlequins của Anh và câu lạc bộ Stade Français của Pháp vào ngày 20 tháng 5 năm 2011. Harlequins đánh bại Stade Français với tỷ số 19–18.

## Địa điểm tổ chức buổi hòa nhạc
Stereophonics đã đưa ra hợp đồng biểu diễn đầu tiên tại sân vận động vào ngày 5 tháng 6 năm 2010, sau khi đã biểu diễn kỷ lục 13 chương trình cháy vé trước đó tại Nhà thi đấu Quốc tế Cardiff, cũng như tại Sân vận động Thiên niên kỷ và Lâu đài Cardiff. Buổi hòa nhạc, được gọi là Summer in the City, được tổ chức cùng với Kids In Glass Houses và Doves. Elton John đã biểu diễn tại sân vận động vào tháng 6 năm 2019.
| Ngày                | Nghệ sĩ       | Chuyến lưu diễn/Buổi hòa nhạc | Nghệ sĩ hỗ trợ                |
| ------------------- | ------------- | ----------------------------- | ----------------------------- |
| 5 tháng 6 năm 2010  | Stereophonics | Summer in the City            | Doves Kids in Glass Houses    |
| 12 tháng 6 năm 2013 | Bon Jovi      | Because We Can: The Tour      | Kids in Glass Houses          |
| 4 tháng 6 năm 2016  | Stereophonics | Keep the Summer Alive         | The Vaccines Band of Skulls   |
| 11 tháng 6 năm 2016 | Rod Stewart   | Hits 2016                     | The Mariarchis The Sisterhood |
| 26 tháng 6 năm 2021 | Westlife      | Stadiums in the Summer        |                               |

## Giao thông
Sân vận động và khu vực xung quanh được phục vụ bởi ga xe lửa Ninian Park (thuộc Tuyến Thành phố Cardiff) ở bên Đường Sloper, gần ga xe lửa Grangetown (trên Tuyến Vale of Glamorgan) ở phía bên kia đường. Các chuyến tàu hoạt động thường xuyên đến các ga Trung tâm và Queen Street ở trung tâm thành phố.
Tuyến 95 của dịch vụ Xe buýt Cardiff giữa Ga Trung tâm và Đảo Barry có trạm dừng bên ngoài sân vận động.
Sân vận động nằm cạnh Giao lộ Leckwith trên đường đôi A4232, nối sân vận động với A48 và M4 (J33 Cardiff West) theo hướng bắc và đi đến Vịnh Cardiff và trung tâm thành phố theo hướng nam.
Có bãi đậu xe giới hạn tại sân vận động. Một số chỗ có sẵn trên cơ sở người nào đến trước được phục vụ trước, nhưng hầu hết đều được phân bổ trước cho những người có vé theo mùa.

## Bức tượng

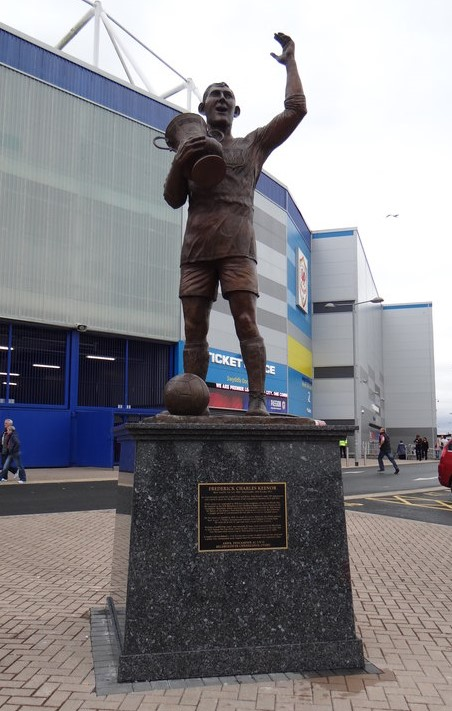
Tượng Fred Keenor bên ngoài sân vận động

Vào ngày 17 tháng 12 năm 2009, Cardiff City xác nhận rằng một bức tượng của đội trưởng Fred Keenor từng giành chức vô địch Cúp FA năm 1927 sẽ được xây dựng. Vào tháng 5 năm 2012, số tiền 85.000 bảng Anh cần để xây dựng bức tượng đã được gây quỹ bởi Cardiff City Supporters Trust và được tiết lộ vào ngày 10 tháng 11 năm 2012.

## Thống kê
- Sức chứa: 33.280 (ước tính)
- Kỷ lục khán giả: 33.280 (Wales vs Bỉ), 12 tháng 6 năm 2015
- Kỷ lục khán giả của một trận đấu của Cardiff City: 33.082, Cardiff City v Liverpool, 21 tháng 4 năm 2019[53]
- Lượng khán giả ít nhất của một trận đấu của Cardiff City: 4.194, Cardiff City v Colchester United, 2 tháng 1 năm 2015
- Lượng khán giả của Siêu cúp châu Âu: 30.854, Real Madrid vs Sevilla, 12 tháng 8 năm 2014
- Trận đấu quốc tế đầu tiên được tổ chức: Wales v Scotland, 14 tháng 11 năm 2009[54]
- Trận đấu chính thức đầu tiên: Cardiff City v Chasetown, 10 tháng 7 năm 2009
- Trận đấu trong giải đấu đầu tiên: Cardiff City v Scunthorpe United, 8 tháng 8 năm 2009
- Cầu thủ ghi bàn đầu tiên: Jay Bothroyd, Cardiff City v Chasetown, 10 tháng 7 năm 2009

### Lượng khán giả trung bình
| Mùa giải | Cardiff City | Cardiff City   | Cardiff City | Cardiff Blues[a] | Cardiff Blues[a] |
| Mùa giải | Khán giả     | Hạng đấu       | Thứ hạng     | Khán giả         | Thứ hạng         |
| -------- | ------------ | -------------- | ------------ | ---------------- | ---------------- |
| 2009-10  | 20.717       | Championship   | Thứ 4        | 10.853           | Thứ 5            |
| 2010-11  | 23.193       | Championship   | Thứ 4        | 6.542            | Thứ 6            |
| 2011-12  | 22.100       | Championship   | Thứ 6        | 6.927            | Thứ 7            |
| 2012-13  | 22.998       | Championship   | Thứ 1        |                  |                  |
| 2013-14  | 27.429       | Premier League | Thứ 20       |                  |                  |
| 2014-15  | 21.123       | Championship   | Thứ 11       |                  |                  |
| 2015-16  | 16.255       | Championship   | Thứ 8        |                  |                  |
| 2016-17  | 16.564       | Championship   | Thứ 12       |                  |                  |
| 2017-18  | 20.164       | Championship   | Thứ 2        |                  |                  |
| 2018-19  | 31.413       | Premier League | Thứ 18       |                  |                  |

a ^ Cardiff Blues luôn là một phần của Pro14.

### Thống kê các trận đấu
Tính đến 27 tháng 8 năm 2018
Cột "Tổng số trận đấu của Cardiff City" bao gồm tất cả các trận đấu trong giải đấu, bao gồm tất cả các trận đấu thuộc giải đấu, trận play-off; cũng như các giải đấu cúp như Cúp FA và League Cup.
Có một cột riêng biệt ghi lại tất cả các trận đấu trong giải đấu trên sân nhà đã diễn ra tại Sân vận động Cardiff City.
| Đội                      | ST  | T   | H  | B  | Bàn thắng[a] | Bàn thua[b] | Tỉ lệ thắng |
| ------------------------ | --- | --- | -- | -- | ------------ | ----------- | ----------- |
| Cardiff City (Giải đấu)  | 181 | 106 | 54 | 46 | 307          | 216         | 58.56%      |
| Cardiff City (Tổng cộng) | 229 | 117 | 55 | 57 | 342          | 254         | 51.09%      |
| Cardiff Blues            | 49  | 29  | 1  | 19 | 1060         | 913         | 59.18%      |
| Wales (bóng đá)          | 24  | 11  | 7  | 6  | 32           | 18          | 45.83%      |

a Tất cả các trận đấu trong giải đấu của các câu lạc bộ Cardiff City và Cardiff Blues, cũng như tất cả các trận đấu của Wales đều được tính vào.
b ^ Tất cả các bàn thắng và bàn thua của Cardiff Blues đều được tính vào.
c Cardiff Blues rời sân vận động vào năm 2012.